# Tariq Ahmed al-Amri
Tariq Ahmed al-Amri (né le 23 décembre 1990) est un athlète saoudien, spécialiste du fond.
Il arrive 8e, à la fois sur 5 000 m et sur 10 000 m, lors des Jeux asiatiques de 2014 à Incheon.
Le 8 août 2015, il établit son record personnel en 13 min 25 s 00 à Kessel-Lo (BEL).
Il participe aux Jeux olympiques de 2016 sur 5 000 m. 